# Karens
Karens innebär att man avstår från något under en viss tid. Det kan till exempel handla om en tidsmässig inskränkning i en försäkrings giltighet. Vissa bidrag inom socialskyddet utbetalas inte under karensdagar, varvid en viss självrisk föreligger. I Finland skiljer man mellan arbetslöshetsdagpenningens självriskdagar och karens, där karens införs till exempel då en person vägrar ta emot arbete.